# Гана на летних Олимпийских играх 1960
Гана принимала участие в Летних Олимпийских играх 1960 года в Риме (Италия) во второй раз за свою историю и завоевала одну серебряную медаль. Страну представляли 6 боксёров и 7 легкоатлетов.

## Медали

### 02!Серебро
- Бокс, до 63,5 кг - Клемент Кворти

## Результаты

### Бокс
Спортсменов — 6
| Спортсмен        | Категория | 1/32 финала          | 1/16 финала                  | 1/8 финала                | 1/4 финала           | Полуфинал                  | Финал                   |
| Спортсмен        | Категория | Соперник и результат | Соперник и результат         | Соперник и результат      | Соперник и результат | Соперник и результат       | Соперник и результат    |
| ---------------- | --------- | -------------------- | ---------------------------- | ------------------------- | -------------------- | -------------------------- | ----------------------- |
| Айзек Эри        | 51 кг     | -                    | Киёси Танабэ Пор 0:5         | Не прошёл                 | Не прошёл            | Не прошёл                  | Не прошёл               |
| Джошуа Уильямс   | 57 кг     |                      | Константин Георгиу Пор 1:4   | Не прошёл                 | Не прошёл            | Не прошёл                  | Не прошёл               |
| Эдди Блэй        | 60 кг     | -                    | Гуальберто Гутьеррес Поб 5:0 | Ричард Мактаргатт Пор 0:5 | Не прошёл            | Не прошёл                  | Не прошёл               |
| Клемент Кворти   | 63,5 кг   | -                    | Мухаммед Бубекюр Поб 5:0     | Халид Аль-Кархи Поб 5:0   | Ким Дукпон Поб 3:2   | Мариан Каспарчик Поб отказ | Богумил Немечек Пор 0:5 |
| Джозеф Ларти     | 67 кг     | -                    | Карл Бергстрём Поб 5:0       | Юрий Радоняк Пор КО       | Не прошёл            | Не прошёл                  | Не прошёл               |
| Альхассан Бримах | 71 кг     |                      | Борис Лагутин Пор КО         | Не прошёл                 | Не прошёл            | Не прошёл                  | Не прошёл               |

### Лёгкая атлетика
Спортсменов — 7
Мужчины
| Спортсмен                                                | Вид             | Предваритель- ный круг | Предваритель- ный круг | Четвертьфинал | Четвертьфинал | Полуфинал | Полуфинал | Финал     | Финал     |
| Спортсмен                                                | Вид             | Результат              | Место                  | Результат     | Место         | Результат | Место     | Результат | Место     |
| -------------------------------------------------------- | --------------- | ---------------------- | ---------------------- | ------------- | ------------- | --------- | --------- | --------- | --------- |
| Густав Нтифоро                                           | 100м            | 11,0                   | 4                      | Не прошёл     | Не прошёл     | Не прошёл | Не прошёл | Не прошёл | Не прошёл |
| Майкл Оканти                                             | 200м            | 21,8                   | 3                      | Не прошёл     | Не прошёл     | Не прошёл | Не прошёл | Не прошёл | Не прошёл |
| Джон Асаре-Антви                                         | 400м            | 47,7                   | 5                      | Не прошёл     | Не прошёл     | Не прошёл | Не прошёл | Не прошёл | Не прошёл |
| Фредерик Овусу                                           | 800м            | 1.55,2                 | 5                      | Не прошёл     | Не прошёл     | Не прошёл | Не прошёл | Не прошёл | Не прошёл |
| Уильям Квайе Джеймс Эдди Фредерик Овусу Джон Асаре-Антви | Эстафета 4х400м | 3.10,5                 | 2                      |               |               | 3.10,9    | 5         | Не прошли | Не прошли |
| Роберт Котей                                             | Прыжки в высоту | 2,00                   | =4                     |               |               |           |           | 2,03      | 10        |